# Bilis
La bilis, popularment el o la fel, és una substància líquida alcalina groguenca (pH en humans ~7.6-8.6) produïda pel fetge de molts vertebrats. Intervé en els processos de digestió funcionant com a emulsionant dels àcids grassos. La seva secreció és contínua, però no s'expulsa contínuament, sinó que en els períodes interdigestius s'emmagatzema a la vesícula biliar, i s'allibera al duodè després de la ingesta d'aliments. La bilis està formada per sals biliars, proteïnes, colesterol, hormones i enzims.
Té component orgànic i inorgànic (ric en bicarbonat i altres ions). La secreció del primer està controlat principalment per la colecistocinina (CKK) mentre que la secreció del segon per la secretina (antiàcid natural).
El component orgànic està format majoritàriament per àcids biliars, derivats del colesterol. Són molècules anfipàtiques que formen miceles. També contenen fosfolípids i colesterol, que s'acoblen a les miceles gràcies a la presència de fosfatidilcolina (lecitines). Si la concentració de colesterol supera la de fosfatidilcolina es formen cristalls de colesterol que derivaran en càlculs biliars. Per acabar, també contenen pigments biliars (que li atorguen el color grogenc característic de la bilis).